# Polyamia satur
Polyamia satur är en insektsart som beskrevs av Ball 1899. Polyamia satur ingår i släktet Polyamia och familjen dvärgstritar. Inga underarter finns listade i Catalogue of Life.